# Dimayor 1987
El Campeonato Oficial DIMAYOR 1987 fue la novena edición del principal torneo de la División Mayor del Básquetbol de Chile, máxima categoría del básquetbol profesional de Chile. Fue disputado entre el 22 de agosto y 26 de diciembre de 1987, teniendo también como socio televisivo a Televisión Nacional de Chile.
Participaron un total de 15 equipos, cinco más que la temporada anterior, pertenecientes a diez ciudades del país. Al término del campeonato, Deportes Ancud se consagró campeón por primera vez en su historia, en el año de se debut en la competición, tras superar en la final del certamen a Universidad Católica por 2:1.

## Aspecto generales

### Modalidad
Los 15 equipos que participaron en el torneo se enfrentaron entre sí en encuentros de ida y vuelta con un sistema de todos contra todos. Al finalizar las 28 fechas, el equipo que sumó más puntos a lo largo de la fase regular, se clasificó directamente para disputar la final del torneo frente al ganador de la Liguilla, que fue disputada entre los equipos clasificados entre el segundo y el quinto puesto.

## Fase Regular

### Tabla de posiciones
| Pos | Equipo                             | Pts | PJ | G  | P  | GF   | GC   | DIF  |
| --- | ---------------------------------- | --- | -- | -- | -- | ---- | ---- | ---- |
| 1   | Universidad Católica               | 50  | 28 | 22 | 6  | 2630 | 2173 | +457 |
| 2   | Petrox-UBB                         | 50  | 28 | 22 | 6  | 2601 | 2208 | +393 |
| 3   | Unión Deportiva Española de Temuco | 50  | 28 | 22 | 6  | 2764 | 2449 | +315 |
| 4   | Deportes Ancud                     | 50  | 28 | 22 | 6  | 2499 | 2271 | +228 |
| 5   | Malta Morenita                     | 47  | 28 | 19 | 9  | 2448 | 2239 | +209 |
| 6   | San Javier                         | 46  | 28 | 18 | 10 | 2355 | 2243 | +112 |
| 7   | Naval                              | 44  | 28 | 16 | 12 | 2427 | 2324 | +103 |
| 8   | Deportes Valdivia                  | 42  | 28 | 14 | 14 | 2433 | 2421 | +12  |
| 9   | Unión Española                     | 41  | 28 | 13 | 15 | 2351 | 2295 | +56  |
| 10  | Liceo de Curicó                    | 39  | 28 | 11 | 17 | 2457 | 2568 | -111 |
| 11  | Universidad de Chile               | 37  | 28 | 9  | 19 | 2248 | 2303 | -55  |
| 12  | Español de Talca                   | 36  | 28 | 8  | 20 | 2189 | 2507 | -318 |
| 13  | Sportiva Italiana                  | 36  | 28 | 8  | 20 | 2280 | 2601 | -321 |
| 14  | Universidad de Concepción          | 32  | 28 | 4  | 24 | 2098 | 2672 | -574 |
| 15  | Unión Árabe                        | 30  | 28 | 2  | 26 | 2269 | 2775 | -506 |

PJ=Partidos jugados; PG=Partidos ganados; PE=Partidos empatados; PP=Partidos perdidos; GF=Goles a favor; GC=Goles en contra; Dif=Diferencia de gol; Pts=Puntos
|  | Clasifica a la final por el campeonato |
|  | Clasifica a la Liguilla                |

## Liguilla

### Tabla de posiciones
| Pos | Equipo                             | Pts | PJ | G | P | GF  | GC  | DIF |
| --- | ---------------------------------- | --- | -- | - | - | --- | --- | --- |
| 1   | Deportes Ancud                     | 6   | 3  | 3 | 0 | 255 | 239 | +16 |
| 2   | Unión Deportiva Española de Temuco | 5   | 3  | 2 | 1 | 261 | 237 | +24 |
| 3   | Malta Morenita                     | 4   | 3  | 1 | 2 | 238 | 268 | -30 |
| 4   | Petrox-UBB                         | 3   | 3  | 0 | 3 | 231 | 241 | -10 |

PJ=Partidos jugados; PG=Partidos ganados; PE=Partidos empatados; PP=Partidos perdidos; GF=Goles a favor; GC=Goles en contra; Dif=Diferencia de gol; Pts=Puntos
|  | Clasifica a la final por el campeonato |

## Final

### Deportes Ancud - Universidad Católica
| Partido | Fecha           | Equipo local         | Resultado | Equipo visitante     | Ciudad   |
| ------- | --------------- | -------------------- | --------- | -------------------- | -------- |
| 1       | 13 de diciembre | Universidad Católica | 76 - 79   | Deportes Ancud       | Santiago |
| 2       | 20 de diciembre | Deportes Ancud       | 79 - 87   | Universidad Católica | Ancud    |
| 3       | 26 de diciembre | Deportes Ancud       | 74 - 66   | Universidad Católica | Valdivia |

## Campeón
| Campeón Deportes Ancud 1º título |

## Máximos anotadores
| Jugador                   | Jugador         | Puntos | Equipo                             |
| ------------------------- | --------------- | ------ | ---------------------------------- |
| Bandera de Estados Unidos | Ray Broxton     | 1.012  | Deportes Valdivia                  |
| Bandera de Estados Unidos | Alvin Frederick | 952    | Unión Deportiva Española de Temuco |
| Bandera de Estados Unidos | Terry Jones     | 875    | Liceo Curicó                       |
| Bandera de Estados Unidos | Mack Hilton     | 785    | Naval                              |
| Bandera de Estados Unidos | Harold Jones    | 784    | Deportes Ancud                     |